# Aeroportul Chinguetti
Aeroportul Chinguetti (IATA: CGT) este un aeroport din Regiunea Adrar, Mauritania.
Situat la o altitudine de 541 m, aeroportul dispune de o singură pistă.